# Општина Мерида (Јукатан)
Мерида (шп. Mérida) општина је у Мексику у савезној држави Јукатан. Општина се налази на надморској висини од 10 м.

## Становништво
Према подацима из 2010. у општини је живело 830732 становника.

### Хронологија
| Година       | 2000                     | 2005                     | 2010                     |
| ------------ | ------------------------ | ------------------------ | ------------------------ |
| Становништво | 705055 (339543 / 365512) | 781146 (377158 / 403988) | 830732 (401340 / 429392) |

### Попис
| \| \| м \| \| \| ж \| \| 0—2 \| 18.209 \| \| \| 17.559 \| \| 3—5 \| 19.312 \| \| \| 18.927 \| \| 6—11 \| 41.669 \| \| \| 40.390 \| \| 12—14 \| 21.071 \| \| \| 20.592 \| \| 15—17 \| 22.753 \| \| \| 22.319 \| \| 18—24 \| 54.256 \| \| \| 54.724 \| \| 60+ \| 38.635 \| \| \| 49.596 \| \| Просек : \| 30,7 \| \| \| 32,2 \| |        |  |  |        |
| |        |  |  |        |
| | м      |  |  | ж      |
| 0—2 | 18.209 |  |  | 17.559 |
| 3—5 | 19.312 |  |  | 18.927 |
| 6—11 | 41.669 |  |  | 40.390 |
| 12—14 | 21.071 |  |  | 20.592 |
| 15—17 | 22.753 |  |  | 22.319 |
| 18—24 | 54.256 |  |  | 54.724 |
| 60+ | 38.635 |  |  | 49.596 |
| Просек : | 30,7   |  |  | 32,2   |

| #   | Индикатор                                                                                        | Вредност |
| --- | ------------------------------------------------------------------------------------------------ | -------- |
| 1   | Становништво од 0 до 2 године                                                                    | 35768    |
| 2   | Мушко становништво од 0 до 2 године                                                              | 18209    |
| 3   | Женско становништво од 0 до 2 године                                                             | 17559    |
| 4   | Становништво са 3 и више година                                                                  | 785424   |
| 5   | Мушко становништво са 3 и више година                                                            | 378361   |
| 6   | Женско становништво са 3 и више година                                                           | 407063   |
| 7   | Становништво са 5 и више година                                                                  | 759955   |
| 8   | Мушко становништво са 5 и више година                                                            | 365510   |
| 9   | Женско становништво са 5 и више година                                                           | 394445   |
| 10  | Становништво са 12 и више година                                                                 | 665126   |
| 11  | Мушко становништво са 12 и више година                                                           | 317380   |
| 12  | Женско становништво са 12 и више година                                                          | 347746   |
| 13  | Становништво са 15 и више година                                                                 | 623463   |
| 14  | Мушко становништво са 15 и више година                                                           | 296309   |
| 15  | Женско становништво са 15 и више година                                                          | 327154   |
| 16  | Становништво са 18 и више година                                                                 | 578391   |
| 17  | Мушко становништво са 18 и више година                                                           | 273556   |
| 18  | Женско становништво са 18 и више година                                                          | 304835   |
| 19  | Становништво од 3 до 5 година                                                                    | 38239    |
| 20  | Мушко становништво од 3 до 5 година                                                              | 19312    |
| 21  | Женско становништво од 3 до 5 година                                                             | 18927    |
| 22  | Становништво од 6 до 11 година                                                                   | 82059    |
| 23  | Мушко становништво од 6 до 11 година                                                             | 41669    |
| 24  | Женско становништво од 6 до 11 година                                                            | 40390    |
| 25  | Становништво од 8 до 14 година                                                                   | 96821    |
| 26  | Мушко становништво од 8 до 14 година                                                             | 49221    |
| 27  | Женско становништво од 8 до 14 година                                                            | 47600    |
| 28  | Становништво од 12 до 14 година                                                                  | 41663    |
| 29  | Мушко становништво од 12 до 14 година                                                            | 21071    |
| 30  | Женско становништво од 12 до 14 година                                                           | 20592    |
| 31  | Становништво од 15 до 17 година                                                                  | 45072    |
| 32  | Мушко становништво од 15 до 17 година                                                            | 22753    |
| 33  | Женско становништво од 15 до 17 година                                                           | 22319    |
| 34  | Становништво од 18 до 24 године                                                                  | 108980   |
| 35  | Мушко становништво од 18 до 24 године                                                            | 54256    |
| 36  | Женско становништво од 18 до 24 године                                                           | 54724    |
| 37  | Женско становништво од 15 до 49 година                                                           | 236850   |
| 38  | Становништво са 60 и више година                                                                 | 88231    |
| 39  | Мушко становништво са 60 и више година                                                           | 38635    |
| 40  | Женско становништво са 60 и више година                                                          | 49596    |
| 41  | Однос између мушкараца и жена                                                                    | 93.47    |
| 42  | Становништво од нуле до 14 година                                                                | 197729   |
| 43  | Становништво од 15 до 64 године                                                                  | 564038   |
| 44  | Становништво од 65 година и више                                                                 | 59425    |
| 45  | Просечан број деце                                                                               | 1.92     |
| 46  | Становништво рођено у ентитету                                                                   | 696800   |
| 47  | Мушко становништво рођено у ентитету                                                             | 336559   |
| 48  | Женско становништво рођено у ентитету                                                            | 360241   |
| 49  | Становништво рођено у другом ентитету                                                            | 112871   |
| 50  | Мушко становништво рођено у другом ентитету                                                      | 54229    |
| 51  | Женско становништво рођено у другом ентитету                                                     | 58642    |
| 52  | Становништво од 5 година и више резидентно у ентитету у јуну 2005. године                        | 715953   |
| 53  | Мушко становништво старосног доба од 5 година и више, резидентно у ентитету у јуну 2005. године  | 343398   |
| 54  | Женско становништво старосног доба од 5 и више година, резидентно у ентитету у јуну 2005. године | 372555   |
| 55  | Становништво од 5 година и више које је живело у другом ентитету у јуну 2005. године             | 32639    |
| 56  | Мушко становништво старије од 5 година које је живело у другом ентитету у јуну 2005. године      | 16251    |
| 57  | Женско становништво старије од 5 година које је живело у другом ентитету у јуну 2005. године     | 16388    |
| 58  | Становништво од 3 године и више које говори аутохтони језик                                      | 74827    |
| 59  | Мушко становништво старо 3 године и више које говори аутохтони језик                             | 36573    |
| 60  | Женско становништво старо 3 године и више које говори аутохтони језик                            | 38254    |
| 61  | Становништво од 3 године и више које говори аутохтони језик и не говори шпански језик            | 352      |
| 62  | Мушко становништво старо 3 године и више које говори аутохтони језик и не говори шпански         | 126      |
| 63  | Женско становништво старо 3 године и више које говори аутохтони језик и не говори шпански језик  | 226      |
| 64  | Становништво старо 3 године и више које говори аутохтони језик и шпански                         | 71749    |
| 65  | Мушко становништво старо 3 године и више које говори аутохтони језик и шпански                   | 35155    |
| 66  | Женско становништво старо 3 године и више које говори аутохтони језик и шпански                  | 36594    |
| 67  | Становништво од 5 година и више које говори аутохтони језик                                      | 74709    |
| 68  | Становништво од 5 година и више које говори аутохтони језик и не говори шпански језик            | 351      |
| 69  | Становништво од 5 година и више које говори аутохтони језик и говори шпански језик               | 71664    |
| 70  | Становништво у домородачким домаћинствима                                                        | 177168   |
| 71  | Становништво са ограничењима у активностима                                                      | 37549    |
| 72  | Становништво са ограниченим ходањем или кретањем, горе или доле                                  | 22201    |
| 73  | Становници са ограничењима вида, чак и уз кориштење сочива                                       | 9384     |
| 74  | Становништво са ограничењима говора, комуникације или конверзације                               | 3379     |
| 75  | Становништво са ограниченим слухом                                                               | 3773     |
| 76  | Становништво са ограничењима при одевању, купању или јелу                                        | 2794     |
| 77  | Становништво са ограничењима у опажању или учењу једноставних ствари                             | 2212     |
| 78  | Становништво са менталним ограничењима                                                           | 4534     |
| 79  | Становништво без ограничења активности                                                           | 775135   |
| 80  | Становништво од 3 до 5 година које не похађа школу                                               | 12147    |
| 81  | Мушко становништво од 3 до 5 година које не похађа школу                                         | 6126     |
| 82  | Женско становништво од 3 до 5 година које не похађа школу                                        | 6021     |
| 83  | Становништво од 6 до 11 година које не похађа школу                                              | 1507     |
| 84  | Мушко становништво од 6 до 11 година које не похађа школу                                        | 808      |
| 85  | Женско становништво од 6 до 11 година које не похађа школу                                       | 699      |
| 86  | Становништво од 12 до 14 година које не похађа школу                                             | 1600     |
| 87  | Мушко становништво од 12 до 14 година које не похађа школу                                       | 876      |
| 88  | Женско становништво од 12 до 14 година које не похађа школу                                      | 724      |
| 89  | Становништво од 15 до 17 година похађа школу                                                     | 35948    |
| 90  | Мушко становништво од 15 до 17 година похађа школу                                               | 18119    |
| 91  | Женско становништво између 15 и 17 година живота у школи                                         | 17829    |
| 92  | Становништво од 18 до 24 године похађа школу                                                     | 46752    |
| 93  | Мушко становништво од 18 до 24 године похађа школу                                               | 23647    |
| 94  | Женско становништво од 18 до 24 године похађа школу                                              | 23105    |
| 95  | Становништво од 8 до 14 година које не може да чита и пише                                       | 1926     |
| 96  | Мушко становништво старосног доба од 8 до 14 година које не може да чита и пише                  | 1142     |
| 97  | Женско становништво старосног доби од 8 до 14 година које не може да чита и пише                 | 784      |
| 98  | Становништво од 15 година и више које је неписмено                                               | 20144    |
| 99  | Мушко становништво од 15 година и више које је неписмено                                         | 7177     |
| 100 | Женско становништво од 15 година и више које је неписмено                                        | 12967    |
| 101 | Становништво старо 15 и више година без школовања                                                | 20578    |
| 102 | Мушко становништво старо 15 и више година без школовања                                          | 7740     |
| 103 | Женско становништво старо 15 и више година без школовања                                         | 12838    |
| 104 | Становништво старосног доба 15 и више година са непотпуним основним образовањем                  | 61852    |
| 105 | Мушко становништво старосног доба од 15 година и више са непотпуном основним образовањем         | 26276    |
| 106 | Женско становништво старосног доба 15 и више година са непотпуном основним образовањем           | 35576    |
| 107 | Становништво старо 15 и више година са комплетним основним образовањем                           | 71868    |
| 108 | Мушко становништво старо 15 година и више са комплетним основним образовањем                     | 30813    |
| 109 | Женско становништво старо 15 и више година са комплетним основним образовањем                    | 41055    |
| 110 | Становништво старосног доба 15 и више година са непотпуним средњим образовањем                   | 30140    |
| 111 | Мушко становништво старосног доба од 15 година и више са непотпуним средњим образовањем          | 17006    |
| 112 | Женско становништво старосног доба од 15 година и више са непотпуним средњим образовањем         | 13134    |
| 113 | Становништво старо 15 и више година са пуним секундарном образовањем                             | 120414   |
| 114 | Мушко становништво старосног доба од 15 година и више са пуним секундарном образовањем           | 59441    |
| 115 | Женско становништво старосног доба од 15 година и више са пуним секундарном образовањем          | 60973    |
| 116 | Становништво старије од 18 година са постосновним образовањем                                    | 294735   |
| 117 | Мушко становништво старије од 18 година са постосновним образовањем                              | 144751   |
| 118 | Женско становништво старије од 18 година са постосновним образовањем                             | 149984   |
| 119 | Просечна оцена школовања                                                                         | 10.09    |
| 120 | Просечан ниво образовања мушке популације                                                        | 10.37    |
| 121 | Просечан ниво образовања женског становништва                                                    | 9.83     |
| 122 | Економски активно становништво                                                                   | 366166   |
| 123 | Економски активна мушка популација                                                               | 224176   |
| 124 | Економски активна женска популација                                                              | 141990   |
| 125 | Становништво које није економски активно                                                         | 292739   |
| 126 | Мушко становништво које није економски активно                                                   | 89986    |
| 127 | Женско становништво које није економски активно                                                  | 202753   |
| 128 | Запослено становништво                                                                           | 356372   |
| 129 | Запослено мушко становништво                                                                     | 217244   |
| 130 | Запослено женско становништво                                                                    | 139128   |
| 131 | Незапослена популација                                                                           | 9794     |
| 132 | Незапослена мушка популација                                                                     | 6932     |
| 133 | Незапослена женска популација                                                                    | 2862     |
| 134 | Становништво без права на здравствене услуге                                                     | 192997   |
| 135 | Становништво које има право на здравствене услуге                                                | 622112   |
| 136 | Становништво које има право на ИМСС                                                              | 451749   |
| 137 | Становништво које има право на социјално осигурање                                               | 52307    |
| 138 | Становништво које има право на државно социјално осигурање                                       | 2146     |
| 139 | Становништво које има право на опште осигурање или здравствено осигурање за нову генерацију      | 86851    |
| 140 | Становништво које је било једном или није било у браку током 12 година и више                    | 238623   |
| 141 | Венчано или уједињено становништво од 12 година и више                                           | 349863   |
| 142 | Становништво које је било у браку или уједињено 12 година и више                                 | 71704    |
| 143 | Становништво са католичком религијом                                                             | 674371   |
| 144 | Протестанти, еванђелисти и библијски следбеници различити од еванђелиста                         | 96211    |
| 145 | Становништво са другим религијама различитим од претходних                                       | 1049     |
| 146 | Становништво без религије                                                                        | 39279    |
| 147 | Укупно пописаних домаћинства                                                                     | 226524   |
| 148 | Пописна домаћинства на челу са мушкарцима                                                        | 163833   |
| 149 | Пописна домаћинства на челу са женама                                                            | 62691    |
| 150 | Становништво у пописним домаћинствима                                                            | 817466   |
| 151 | Становништво у пописним домаћинствима на челу са мушкарцима                                      | 620342   |
| 152 | Становништво у пописним домаћинствима на челу са женама                                          | 197124   |
| 153 | Укупно домаћинстава                                                                              | 287649   |
| 154 | Укупно насељених домаћинстава                                                                    | 229705   |
| 155 | Укупно приватних кућа                                                                            | 284468   |
| 156 | Насељени приватни домови                                                                         | 226524   |
| 157 | Укупно насељених приватних кућа                                                                  | 229635   |
| 158 | Ненасељене приватне куће                                                                         | 41188    |
| 159 | Појединачна домаћинства за привремену употребу                                                   | 16756    |
| 160 | Становници у насељеним приватним кућама                                                          | 817466   |
| 161 | Насељеност станара у приватним становима                                                         | 3.61     |
| 162 | Просечно становника по соби у приватним насељеним домаћинствима                                  | 0.88     |
| 163 | Појединачна домаћинства са подовима од различитих материјала од земље                            | 221246   |
| 164 | Појединачна домаћинства у приземљу                                                               | 1840     |
| 165 | Појединачна домаћинства са једном спаваћом собом                                                 | 71114    |
| 166 | Појединачна домаћинства са две спаваће собе и више                                               | 152845   |
| 167 | Појединачна домаћинства са једним собом                                                          | 10573    |
| 168 | Појединачна домаћинства са две собе                                                              | 26971    |
| 169 | Појединачна домаћинства са 3 собе и више                                                         | 186240   |
| 170 | Појединачна домаћинства која имају електрично светло                                             | 222646   |
| 171 | Појединачна домаћинства која немају електрично светло                                            | 1504     |
| 172 | Појединачна домаћинства која имају водоводну воду у стамбеном простору                           | 217972   |
| 173 | Појединачна домаћинства која немају водоводну воду у стамбеном простору                          | 5494     |
| 174 | Појединачна домаћинства која имају тоалет                                                        | 216502   |
| 175 | Појединачна домаћинства која имају канализацију                                                  | 213432   |
| 176 | Појединачна домаћинства која немају канализацију                                                 | 10081    |
| 177 | Појединачна домаћинства која имају електрично светло, довод воде из јавне мреже и канализацију   | 209627   |
| 178 | Појединачна домаћинства без икаквих услова                                                       | 1346     |
| 179 | Појединачна домаћинства која имају радио                                                         | 193506   |
| 180 | Појединачна домаћинства која имају телевизор                                                     | 218859   |
| 181 | Појединачна домаћинства која имају фрижидер                                                      | 208778   |
| 182 | Појединачна домаћинства која имају машину за веш                                                 | 180575   |
| 183 | Појединачна домаћинства која имају аутомобил или комби                                           | 117312   |
| 184 | Појединачна домаћинства која имају рачунар                                                       | 98694    |
| 185 | Појединачна домаћинства која имају фиксну телефонску линију                                      | 121089   |
| 186 | Појединачна домаћинства која имају мобилни телефон                                               | 188700   |
| 187 | Појединачна домаћинства која имају приступ интернету                                             | 76511    |